# Hubert KaH
Hubert KaH, tysk poptrio som under 1980-talet fick ett flertal hits i Europa och USA. Gruppmedlemmarna var Hubert Kemmler (sång), Klaus Hirschburger (bas) och Markus Löhr (keyboard). Gruppen blev populär som en av de första vågorna inom new wave i Tyskland. Efter den första framgången med Rosemarie ändrades deras sound från punkrock till electrosynth som senare utvecklades till internationellt och kommersiellt mer gångbar popmusik i första samarbetet med Michael Cretu 1985. Deras största framgång i Europa blev Is There Something I Should Know och Limousine och i USA Cathy och Machine Gun. Trion har skrivit hundratals låtar till ett stort antal grupper och artister, en av de mest uppmärksammade är Sandras (I'll Never Be) Maria Magdalena från 1985. Efter splittringen i början av 1990-talet bär Hubert Kemmler fortfarande grupp-namnet som soloartist.

## Diskografi, album
- Meine höhepunkte mit Rosmarie (1982)
- Ich komme (1982)
- Goldene Zeiten (1985)
- Ten Songs (1986)
- Sound of My Heart (1988)
- Hubert KaH (1996)
- Love Chain (1998)
- Best of Hubert KaH (1998)
- Seelentaucher (2005)